# Dickinsonia
Dickinsonia es un género de organismos ediacáricos que vivieron hace alrededor de 560 a 550 millones de años. Tenía rayas o segmentos en el cuerpo, era ancho y ovalado y se han encontrado fósiles que llegan a medir un metro. Su identidad es materia de controversia; algunos piensan que era un gusano plano y segmentado, otros que era un coral blando, y algunos creen que era una medusa, muchos incluso han argumentado que eran líquenes, si bien un estudio realizado en 2017 apunta a que tanto Dickinsonia como otros organismos ediacáridos similares figuran entre los primeros animales.

## Etimología
Dickinsonia fue descrita por primera vez por Reg Sprigg, el descubridor original de la Biota de Ediacara en Australia, quien le puso al género el nombre de Ben Dickinson, el entonces Director de Minas de Australia del Sur y jefe del departamento en el que trabajaba Sprigg.

## Descripción

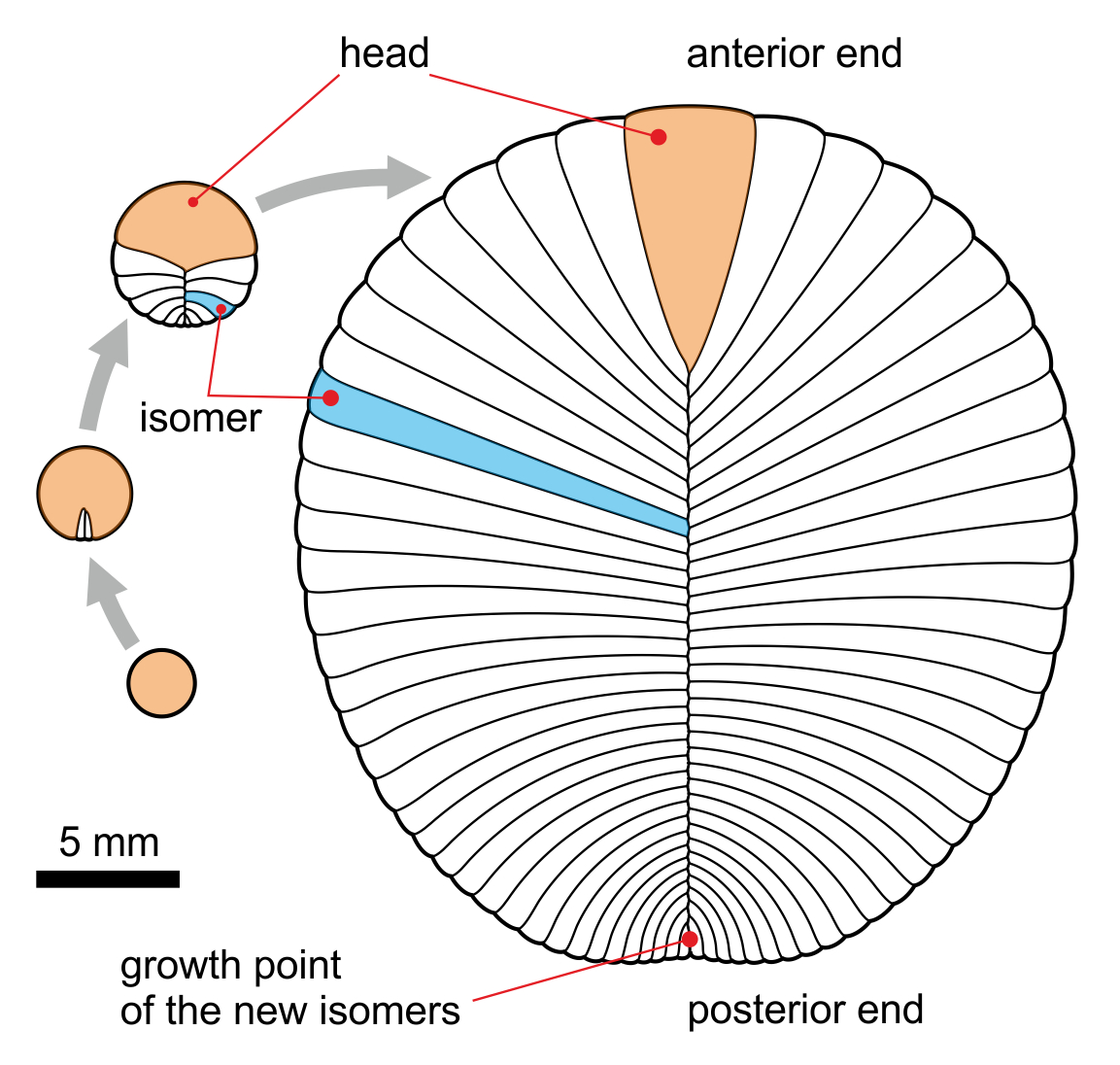
Ontogenia de Dickinsonia costata

Los fósiles de Dickinsonia se conocen solo en la forma de acuñación y moldes en capas de arenisca. Los especímenes encontrados van desde unos pocos milímetros hasta aproximadamente 1 metro de longitud, y son ovoides en su contorno, y de una fracción de un milímetro a unos pocos milímetros de espesor. Dickinsonia tiene el cuerpo con simetría bilateral, segmentado, redonda u ovalada en líneas generales, ligeramente ampliado a un extremo (es decir contorno en forma de huevo. Los segmentos están inclinados radialmente hacia los extremos ancho y estrecho, la anchura y la longitud de los segmentos aumenta hacia el extremo ancho del fósil. Los segmentos están separados por cresta delgada o ranura a lo largo del eje de simetría en mitades derecha e izquierda. Pero mitades de izquierda y derecha se organizan en un patrón alternativo de acuerdo a deslizarse simetría de reflexión, por lo tanto estos "segmentos" son isómeros.
Se componen de un número de segmentos en forma de nervios que salen de una ranura central o cresta; estas costillas se interdigitan, produciendo una simetría de planeo. Los segmentos de Dickinsonia se han descrito como "pneus", cámaras llenas de un líquido a alta que la presión ambiente, de forma análoga. Características en unos pocos ejemplares han sido interpretados como evidencia de las fibras musculares longitudinales, y una fibra medial del intestino, pero esta interpretación no ha alcanzado la aceptación.
Se han encontrado rastros de los icnofósiles producidos por Dickinsonia, denominados Epibaion (E. costatus), pero su interpretación es demasiada insegura. Pueden ser impresiones del organismo mientras se apoyaba en la superficie del sedimento quizás por un limo secretor, o para la disolución de los microbios subyacentes con el fin de consumir.

### Anatomía interna
Algunos fósiles espectaculares que se pueden atribuir a Dickinsonia parecen preservar la anatomía interna, que se cree que representan un tracto por el cual la comida digerida se distribuye por todo el organismo.

### Crecimiento y estructura externa
Renee S. Hoekzema y su equipo examinaron 20 especímenes de Dickinsonia de una variedad de tamaños diferentes y midieron las dimensiones de las unidades individuales y la región deltoidal en forma de cuña. Determinaron que era mucho más probable que las nuevas unidades se separaran de la región deltoidal y que por tanto las unidades más pequeñas en el extremo anti-deltoidal son las partes más antiguas del organismo. Esto es apoyado por las regiones deltoidales en algunos especímenes, que parecen mostrar nuevas unidades parcialmente unidas. Además encontraron que una vez que las unidades se separaron de la región deltoidal, crecieron en mayor tamaño hasta llegar al tercio medio del cuerpo, haciendo que la parte más amplia del organismo fuera la región deltoidal.
Además los autores observan que el crecimiento basado en añadir tejido cerca (pero no en) de uno de los extremos es consistente con lo que se observa en algunos animales, a diferencia de otros organismos. Hoekzema y sus colegas también apuntan a fósiles que muestran rastros de Dickinsonia en movimiento y cambiando de forma, un comportamiento sólo observado en animales. En los animales que crecen como Dickinsonia, específicamente los animales bilaterales, el tejido se agrega normalmente en la parte trasera, por lo que en primer lugar implicaría que la región deltoidal está en el extremo posterior y la región anti-deltoidal sería el extremo delantero, mientras que en segundo lugar el estudio señala que Dickinsonia posee una serie de características que apuntan a que Dickinsonia podría ser clasificado como uno de los animales más antiguos encontrados en el registro fósil.

## Historia y descubrimiento

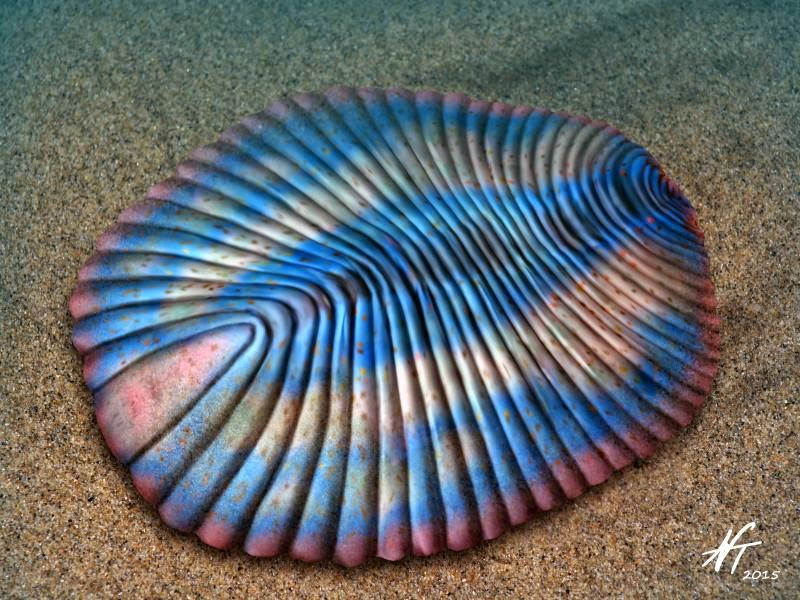
Reconstrucción artística de Dickinsonia costata

Este organismo fósil fue descubierto por primera vez en el Ediacárico en la cordillera de Flinders en Australia del Sur. Dickinsonia también se ha descubierto en la Formación Mogilev en el río Dniester en la cuenca Podolia, en Ucrania y de la Lyamtsa, Verkhovka, Zimnegory y Yorga Formaciones en el mar Blanco área de la región de Arcángel, y Chernokamen Fm. de los Urales, Rusia. Estos depósitos han sido datados en 558 a 555 millones de años.

### Conservación
Por regla general, los fósiles de Dickinsonia se conservan como una impresión negativa sobre las bases de las camas de piedra arenisca. Tales fósiles son huellas de los lados superiores de los organismos bentónicos que han sido enterrados debajo de la arena. Las impresiones formadas como resultado la cementación de la arena antes de la descomposición completa del cuerpo. El mecanismo de la cimentación no es del todo clara, entre muchas posibilidades, el proceso podría haber surgido de las condiciones que dieron lugar a las "máscaras de la muerte" de pirita sobre el cuerpo en descomposición, o tal vez se debió a la cementación de carbonato de la arena. Las huellas de los cuerpos de los organismos están a menudo fuertemente comprimidas, distorsionados, y a veces se extienden parcialmente en la roca suprayacente. Estas deformaciones parecen demostrar los intentos por parte de los organismos de escapar de la caída de sedimentos.
En raras ocasiones, Dickinsonia conserva como un yeso en lentes de piedra arenisca masiva, donde se presenta junto con Pteridinium, Rangea y algunos otros organismos. Estas muestras son producto de eventos en los que fueron despojados primero organismos del mar, transportado y depositado en el flujo de arena. El primero de estos especímenes fue descrito como un género y especie separada, Chondroplon bilobatum y más tarde redefinida como Dickinsonia.

## Clasificación
Dickinsonia es generalmente considerado como un miembro de la Vendobionta, un grupo de organismos que prosperaron justo antes de la mayoría de los modernos animales multicelulares. Otros Dipleurozoas como Yorgia y Marywadea se asemejan algo con Dickinsonia, y puede estar relacionados.
La clasificación de Dickinsonia es incierta. Se ha interpretado de diversas formas: como medusas, corales, gusanos poliquetos, turbelarios, setas, xenofióforos, protista, anémona de mar, líquenes, y hasta un ancestro de los cordados.
Sin embargo, es posible que Dickinsonia cae en un grupo de organismos que se extinguió antes del Cámbrico. Su construcción es débilmente similar a otros organismos ediacáricos, y la similitud de su arquitectura sugiere que los dickinsonidos pueden pertenecer en un clado con Charnia y otros Rangeomorpha.
Hay un argumento fuerte de que el organismo está más derivado que una esponja, pero menos que un eumetazoos. El organismo podría moverse claramente evidenciado por su asociación con rastros que sólo podrían haber sido producidas por la alimentación. Sin embargo, se carece de pruebas convincentes para la boca, el ano o el intestino, y parece que pudo haberse alimentado por absorción en la superficie inferior. Los Placozoas son simples animales que se alimentan con sus suelas y están filogenéticamente entre esponjas y Eumetazoa; esto sugiere que Dickinsonia pudo haber sido un grupo troncal.
Greg Retallack propone que algunos fósiles de la Biota Ediacara eran líquenes sobre la base de su resistencia inusual a la compactación de post-enterramiento. Se propone que el modo de desintegración de los organismos es más similar a la de las hojas, hongos o líquenes, a diferencia de animales de cuerpo blando que se coagule y distorsionar a medida que se marchita y la decadencia. Un estudio detallado de paleosuelos con Dickinsonia preservados en posición de vida sugiere, según Retallack, que Dickinsonia podría haber vivido en tierra firme. La propuesta no es ampliamente aceptado en la comunidad científica.

### Especies válidas

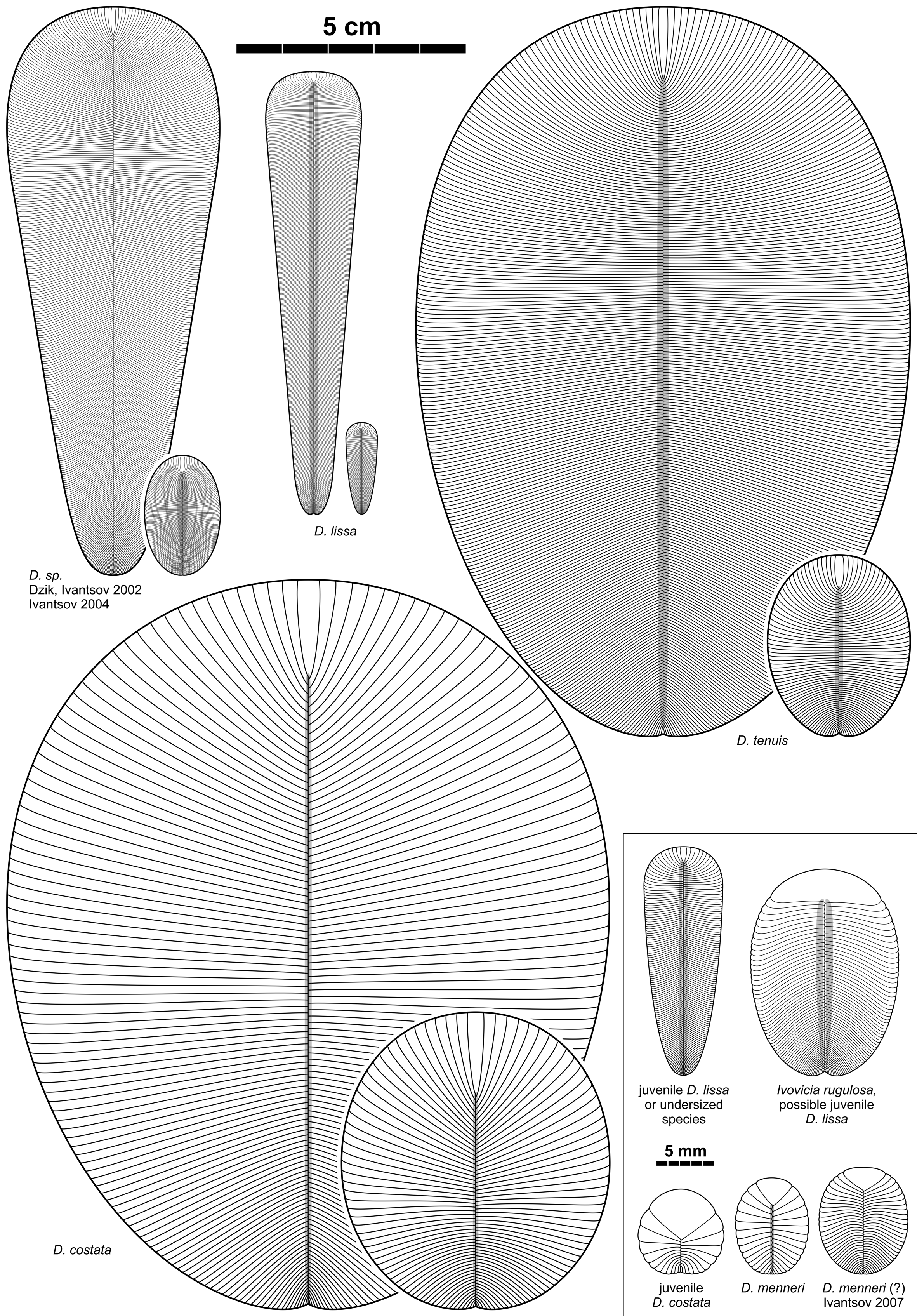
Reconstrucciones esquemáticas de Dickinsonia costata, D. lissa, D. tenuis, D. menneri, Dickinsonia sp. e Ivovicia rugulosa.

Desde 1947, se han descrito un total de nueve especies:
- D. costata Sprigg, 1947 (especie tipo) (Sinónimos más modernos D. minimos [Sprigg, 1949], D. spriggi [Harrington y Moore, 1955] y D. elongata [Glaessner y Wade, 1966] (holotipo)). A diferencia de otras especies, D. costata tiene comparativamente menor número de segmentos, más anchos e isómeros.
- D. tenuis Glaessner y Wade, 1966 (sinónimo más moderno D. brachina). Muy similar a D. costata, pero difiere de ella por segmentos más estrechas y numerosas, con moderación alargado forma ovalada del cuerpo.
- D. lissa Wade, 1972 es muy alargada (hasta 15 cm), casi a modo de cinta en forma, con numerosos isómeros delgadas. Los isómeros de la zona de la cabeza son cortos en comparación con los del resto del cuerpo. El fósil lleva un saliente axial distinta que consiste en dos bandas paralelas que se extienden desde la región de la cabeza hasta el extremo posterior del cuerpo.
- D. brachina Wade, 1972
- D. menneri Keller 1976 (sinónimo más moderno Vendomia menneri) es un pequeño organismo de hasta 8 mm de largo, y se parece mucho a ejemplares juveniles de D. costata con su pequeño número de isómeros y bien marcado cabeza. D. menneri difiere de menores D. costata por su forma ligeramente alargada.
- D. rex fue erigido para paratipos seleccionados de D. elongata. Esta especie está representada por solo varios ejemplares muy grandes (hasta más de 1 m de longitud), y no tiene una determinación distinta. Un gran tamaño es la razón principal de D. rex estado de la especie. Los individuos identificados como D. rex pueden ser simplemente grandes ejemplares de D. costata o D. tenuis.

## Palecología
Los organismos muestran isométrica, de crecimiento indeterminado es decir, se mantienen en la expansión hasta que fueron cubiertos con sedimentos o murieron. Pasaron la mayor parte, si no toda, su vida con la mayor parte de sus cuerpos firmemente anclado a los sedimentos, aunque hayan pasado de lugar de descanso a otro. Su modo de anclaje puede haber sido como el de las ostras, con concreción, o como los líquenes como enraizamiento con rhizines, o un hongo como el apego a una red subterránea de hifas. Los organismos se conservan de tal manera que sus partes resistentes deben haber sido un biopolímero robusto (tal como la queratina) en lugar de un mineral frágil (como la calcita).